# José Luis Romero
José Luis Romero Robledo (Madrid, 5 gennaio 1945) è un allenatore di calcio ed ex calciatore spagnolo, di ruolo centrocampista.

## Carriera

### Calciatore
Vanta 114 presenze nella Primera División (Spagna).

### Allenatore
Durante la sua carriera da allenatore ha allenato per brevi periodi il Barcellona e l'Atlético Madrid.

## Palmarès

### Giocatore

#### Competizioni nazionali
- Coppa di Spagna: 1

Barcellona: 1970-1971

### Allenatore

#### Competizioni nazionali
- Copa de la Liga Segunda División: 1

Real Oviedo: 1984-1985